# Dwerg-dennensnuittorretje
Het dwerg-dennensnuittorretje (Brachonyx pineti) is een keversoort uit de familie snuitkevers (Curculionidae). De kever leeft monofaag op dennen, in het bijzonder de grove den (Pinus sylvestris). Het komt voor in het zuiden, westen en noorden van Europa.
Het vrouwtje zet diep tussen een tweetal jonge naalden haar eitjes af. In mei tot juli verschijnen de gele, 2,5 millimeter grote larven. Elke larve vreet zich een slingerende mijn door de naald. Later maakt het diep tussen twee naalden een holte waarin het zich verpopt. Aangetaste naalden zwellen galachtig op en blijven achter in de groei.